# Flashback (Raffaella Carrà)
Flashback ventesima raccolta italiana di Raffaella Carrà, pubblicata nel 2009 dall'etichetta discografica Sony Music.

## Il disco
Compilation in due CD con i grandi successi del repertorio dell'artista per la serie economica Flashback, non contiene inediti, non è mai stata promossa dalla cantante e non è disponibile per il download o lo streaming digitale.
Il programma del primo CD è identico a quello sul supporto corrispondente della raccolta I grandi successi originali pubblicata dalla RCA Italiana nove anni prima per la stessa collana di cui sembra una ristampa. Analogamente è poco differente anche il contenuto del secondo CD, che ne riprende integralmente le prime 7 tracce. Nella nuova e restante parte del programma, che riporta successi più recenti, da notare Latino, un brano raramente incluso in antologie a basso prezzo.
Fotografia in copertina di Luciano Tramontano.

## Tracce
CD 1
1. Ma che musica maestro – 3:16 (testo: Sergio Paolini, Stelio Silvestri – musica: Franco Pisano)
2. Pensami (Who Are We) – 3:13 (testo: Climax,[2] Gianni Boncompagni – musica: James Last)
3. Chissà chi sei (Sookie Sookie) – 2:24 (testo: Climax, Gianni Boncompagni – musica: Don Covay, Steve Cropper)
4. Dudulalà – 2:38 (testo: Climax, Gianni Boncompagni – musica: Eduardo Carballo, Carlos Levin)
5. Chissà se va – 2:51 (testo: Castellano e Pipolo[3] – musica: Franco Pisano)
6. TOP (T.O.P) – 3:15 (testo: Climax, Gianni Boncompagni – musica: Oscar Harris, Frank Smith)
7. Tuca tuca – 2:38 (testo: Gianni Boncompagni – musica: Franco Pisano)
8. Accidenti a quella sera – 3:58 (Gianni Boncompagni)
9. Domenica non è (Hum a Song (from Your Heart) - Registrazione inedita) – 2:31 (testo: Gianni Meccia, Gianni Boncompagni – musica: Richard Ross)
10. Perdono, non lo faccio più – 1:56 (testo: Gianni Boncompagni – musica: Franco Pisano)
11. T'ammazzerei – 3:00 (testo: Antonio Amurri – musica: Gianni Boncompagni)
12. I Say a Little Prayer – 3:08 (Hal David, Burt Bacharach)

CD 2
1. If I Give My Heart to You – 2:34 (Jimmy Brewster, Jimmie Crane, Al Jacobs)
2. Reggae Rrrrr! – 2:35 (testo: Gianni Boncompagni – musica: Franco Pisano)
3. Close to You – 3:43 (Hal David, Burt Bacharach)
4. E penso a te – 4:02 (testo: Mogol – musica: Lucio Battisti)
5. Maga Maghella – 2:45 (testo: Castellano e Pipolo – musica: Franco Pisano)
6. El Borriquito – 3:40 (Peret [4])
7. Raindrops Keep Fallin' on My Head – 3:26 (testo: Hal David – musica: Burt Bacharach)
8. Tanti auguri – 3:50 (testo: Gianni Boncompagni, Daniele Pace – musica: Gianni Boncompagni, Paolo Ormi)
9. Pedro – 3:22 (testo: Gianni Boncompagni – musica: Gianni Boncompagni, Paolo Ormi, Franco Bracardi)
10. E salutala per me – 4:35 (testo: Gianni Boncompagni – musica: Franco Bracardi)
11. Latino – 3:26 (testo: Gianni Belfiore – musica: Gianni Boncompagni, Paolo Ormi)
12. Povero amore – 2:55 (testo: Gianni Boncompagni – musica: Franco Bracardi)